# Bupalus shensicola
Bupalus shensicola är en fjärilsart som beskrevs av Eugen Wehrli 1953. Bupalus shensicola ingår i släktet Bupalus och familjen mätare. Inga underarter finns listade i Catalogue of Life.